# SSV Jahn Regensburg
SSV Jahn Regensburg – niemiecki klub sportowy z siedzibą w Ratyzbonie, występujący w 3. Lidze.

## Historia
Korzenie SSV Jahn Regensburg sięgają roku 1886, kiedy to został założony klub Turnerbund Jahn Regensburg. 4 października 1907 utworzona została sekcja piłki nożnej. W 1924 doszło do rozłamu w klubie, w wyniku czego sekcje piłkarska i pływacka utworzyły nowy klub – Sportbund Jahn Regensburg. W 1934 połączył się ze Sportverein 1889 i Schwimmverein Regensburg, przyjmując obecną nazwę Sport- und Schwimmverein Jahn 1889 Regensburg. W 2000 sekcja piłkarska została odłączona od klubu i utworzyła samodzielny klub, wyłącznie piłkarski.
Klub trzykrotnie w latach 1949–1950, 1953–1958 i 1960–1961 występował w Oberlidze Süd, która wówczas najwyższą klasą rozgrywkową w RFN. Od połowy lat 60. klub występował głównie w niższych klasach rozgrywkowych. Największym osiągnięciem SSV Jahn Regensburg są występy w 2. Bundeslidze – w latach 1975–1977, 2003–2004, 2012–2013, 2017–2023 i 2024–2025.

## Sukcesy
- 11 sezonów w 2. Bundeslidze: 1975–1977, 2003–2004, 2012–2013, 2017–2023, 2024–2025

## Obecny skład
Stan na 14 listopada 2024 r. 
| Nr | Poz. | Piłkarz                 |
| -- | ---- | ----------------------- |
| 1  | BR   | Felix Gebhardt          |
| 2  | OB   | Bryan Hein              |
| 4  | OB   | Florian Ballas          |
| 5  | PO   | Rasim Bulić             |
| 6  | OB   | Benedikt Saller         |
| 7  | OB   | Oscar Schönfelder       |
| 8  | PO   | Andreas Geipl (Kapitan) |
| 9  | NA   | Eric Hottman            |
| 10 | PO   | Christian Viet          |
| 11 | OB   | Nico Ochojski           |
| 12 | BR   | Leon Cuk                |
| 13 | OB   | Alexander Bittroff      |
| 14 | OB   | Robin Ziegele           |
| 15 | PO   | Sebastian Ernst         |
| 16 | OB   | Louis Breunig           |
| 18 | NA   | Niclas Anspach          |
| 19 | PO   | Christian Schmidt       |

| Nr | Poz. | Piłkarz                                      |
| -- | ---- | -------------------------------------------- |
| 20 | NA   | Noah Ganaus                                  |
| 21 | PO   | Tobias Eisenhuth                             |
| 23 | BR   | Julian Pollersbeck                           |
| 25 | NA   | Jonas Bauer                                  |
| 26 | BR   | Timo Kurzka                                  |
| 27 | NA   | Dominik Kother                               |
| 29 | NA   | Elias Huth                                   |
| 30 | NA   | Christian Kühlwetter                         |
| 31 | PO   | Max Meyer                                    |
| 32 | BR   | Alexander Weidinger                          |
| 33 | NA   | Kai Pröger                                   |
| 37 | PO   | Leopold Wurm                                 |
| 39 | NA   | Dejan Galjen                                 |
| 40 | NA   | Mansour Ouro-Tagba (Wypożyczony z 1.FC Köln) |

## Reprezentanci w klubie
| - Hans Jakob - Anton Szynder - George Mbwando - Youssef Mokhtari - Walter Zakaluzny - Christian Rahn | - Senad Tiganj - Altin Rraklli - Petr Rada - Igoris Morinas - Julián de Guzmán - Wilson Kamavuaka |

## Trenerzy
| - Günter Sebert (2002–2003) - Mario Basler (2004–2005) - Dariusz Pasieka (2005–2006) - Günter Güttler (2006–2008) - Thomas Kristl (2008) - Markus Weinzierl (2008–2012) - Oscar Corrochano (2012) - Franz Gerber (2012–2013) - Franciszek Smuda (2013) - Thomas Stratos (2013–2014) - Thomas Stratos (2013–2014) - Alexander Schmidt (2014) - Heiko Herrlich (2016–2017) - Achim Beierlorzer (2017–2019) - Mersad Selimbegović (2019-2023) - Joe Enochs (2023-2024) - Andreas Patz (2024) |